# لوبوف دوستويفسكي
لوبوف فيودوروفنا دوستويفسكي ((بالروسية: Любо́вь Фёдоровна Достое́вская)‏) كانت كاتبة روسية،  كاتبة مذكرات والابنة الثانية لكلاً من الكاتب الروسي الشهير فيودور دوستويفسكي وزوجته اّنا. ابنتهم الأولى، صوفيا، ولدت في عام 1868 وتوفيت في عام 1926.
كانت الطفله لوبوف عصبية وتبكي بشكل مستمر في أثناء طفولتها. ويعود السبب في ذلك إلى ضعف حالتها الصحية، مشاكل في الجهاز العصبي  وفشل دائم إقامة أي علاقات اجتماعية. أدى جميع ذلك إلى أن أصبحت الطفله لوبوف متغطرسة، متعجرفة ونكده. لم تتزوج مطلقاً. في وقت لاحق من حياتها أصبحت منبوذة من والدتها وخرجت من منزل العائلة. في عام 1913، بعد رحلة إلى الخارج لتلقي العلاج الطبي، قررت لوبوف البقاء هناك، وعاشت في الخارج حتى وفاتها عام 1926. في تلك الفترة، كانت لوبوف معروفة باسم إيمي دوستويفسكي ((بالروسية: Эме Достоевская)‏). توفيت في إيطاليا إثر إصابتها بمرض فقر الدم الخبيث.
على الرغم من ان لوبوف كانت أرثدوكسية، إلا أن طقوس جنازتها كانت كاثوليكية عن طريق الخطاء. كان هناك صليب خشبي بسيط على قبرها تمم إستبداله حديثاً بحجر رخام سماقي صغير. في عام 1931 اقترحت مجلة Italia Letteraria انه بما ان لوبوف قد توفت في إيطاليا، إذاً فمن واجب الحكومة الإيطالية إقامة نصب تذكاري لها. في ديسمبر 1931 تم بناء قاعدة التمثال من الجرانيت مع مرثية كتبة بواسطة رئيس تحرير مجلة Venezia Tridentina. تم الحفاظ على مرقد ابنة فيودور دوستويفسكي في مدينة جريس بعد عملية إعادة إعمار المقبرة. تم بعد ذلك نقل قبرها إلى مقبرة مدينة بولزانو.

## أعمالها

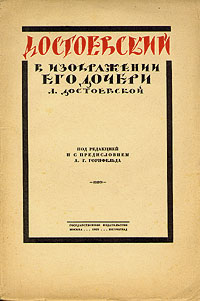
دوستويفسكي كما تصوره ابنته، نشر في روسيا بواسطة Gosudarstvennoe Izdatelstvo.

أشتهرت لوبوف دوستويفسكي بكتاب دوستويفسكي كما تصوره ابنته ((بالألمانية: Dostoejewski geschildert von seiner Tochter)‏، كما يعرف الكتاب أيضا باسم دوستويفسكي وفقاً لإبنته)، نشر لأول مرة في ميونخ عام 1920. كُتبة مذكراتها باللغة الفرنسية ونشرت باللغة الألمانية، وترجمة لاحقاً إلى عدة لغات أوروبية. في عام 1920، صدر الكتاب باللغة الهولندية (في آرنم)، وفي العام التالي كانت هناك ترجمة للغة السويدية والإنجليزية، ومن ثم في عام 1922، نشر الكتاب في كلاً من أمريكا وإيطاليا. في في عام 1922 نشرت نسخة روسية، مختصرة للغاية، بواسطة Gosudarstvennoe Izdatelstvo (سانت بطرسبرغ) تحت اسم "Достоевский в изображении его дочери Л. Достоевской".
العمل يتضمن العديد من المغالطات الوقائعية، ويرجع ذلك جزئياً إلى انه حين وفات والدها كانت لوبوف تبلغ من العمر 11 عاماً، وجزئياً لكون المذكرات تستند إلى قصص والدتها. العديد من الباحثين يميل إلى ان هذه المذكرات غير موضوعية وغير موثوقة، مشيرين، على سبيل المثال، تحيزها في وصف العلاقة بين فيودور دوستويفسكي وزوجته الأولى، ماريا إيسايفا. أظهرت كلاً من لوبوف ووالدتها اّنا الكراهية تجاه إيسايفا.
أعمالها الأخرى تتضمن مجموعة قصصية قصيرة Bolnye devushki ((بالروسية: Больные девушки)‏; 1911) ورواية تحمل اسم المهاجر (Эмигрантка; 1912) ورواية أخرى تحمل اسم Advokatka (Адвокатка; 1913).